# Beatallica

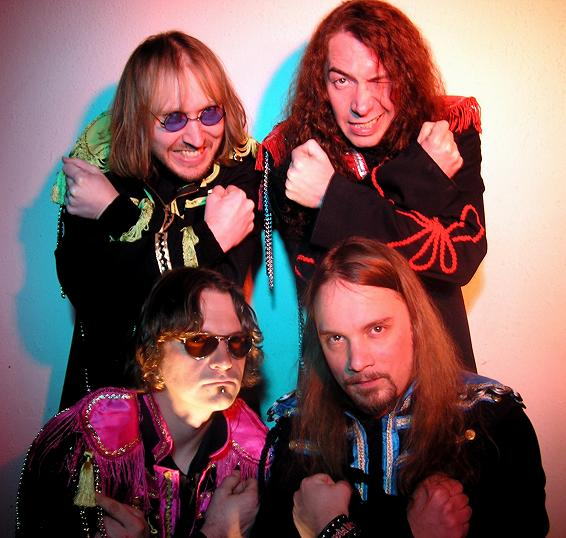
Beatallica

Beatallica je metalová skupina, která spojuje prvky hudby Beatles a Metallicy. Kapela vznikla v roce 2001 a je hudebně činná dodnes.

## Členové kapely
- Jaymz Lennfield
- Grg Hammetson
- Kliff McBurtney
- Ringo Larz